# Джеймс Белуші
Джеймс А́дам Белу́ші (англ. James Adam Belushi; * 15 червня 1954, Чикаго, США) — американський комік, теле- та кіноактор, режисер, сценарист, музикант.

## Біографія

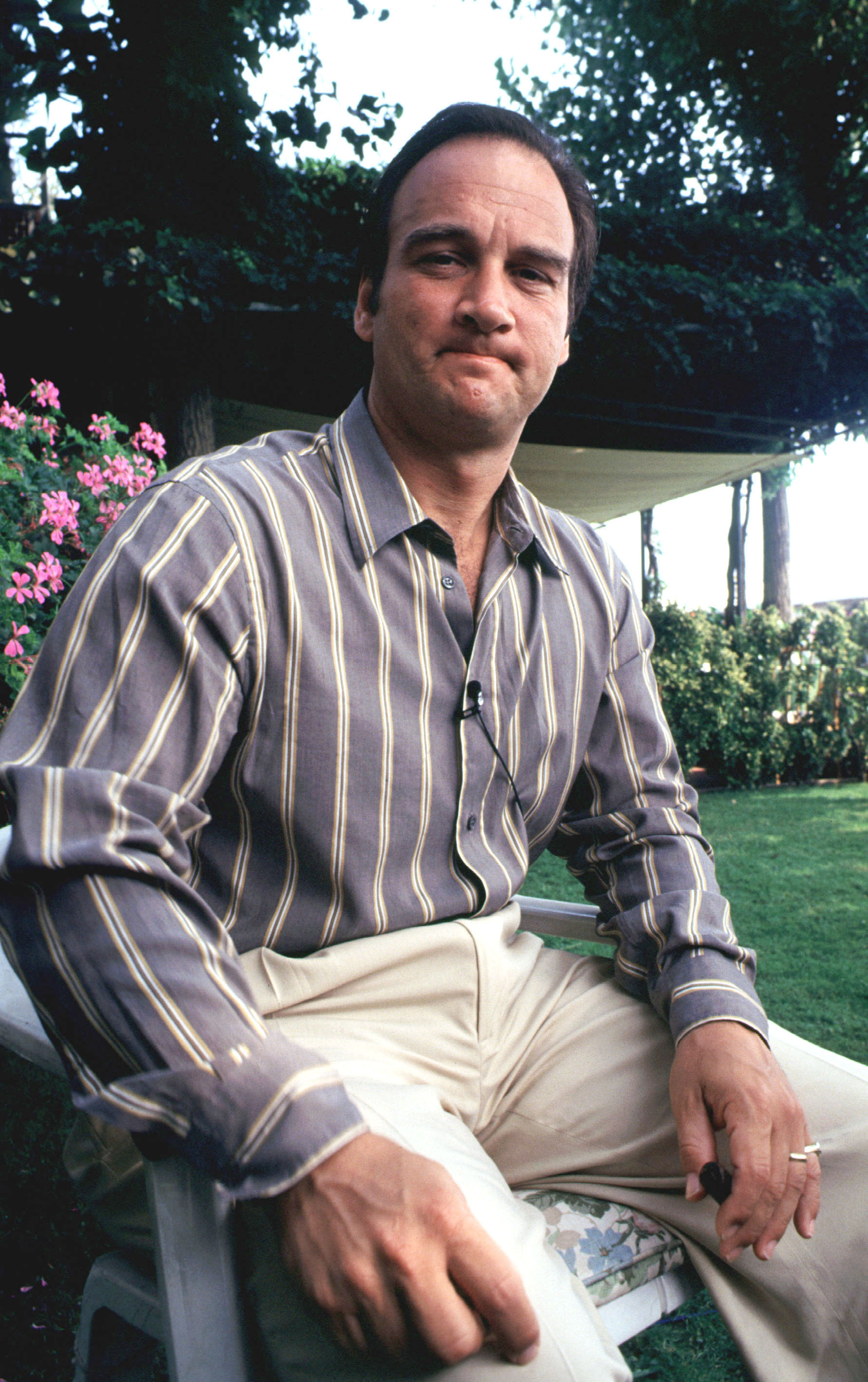
Джеймс Белуші у 1982

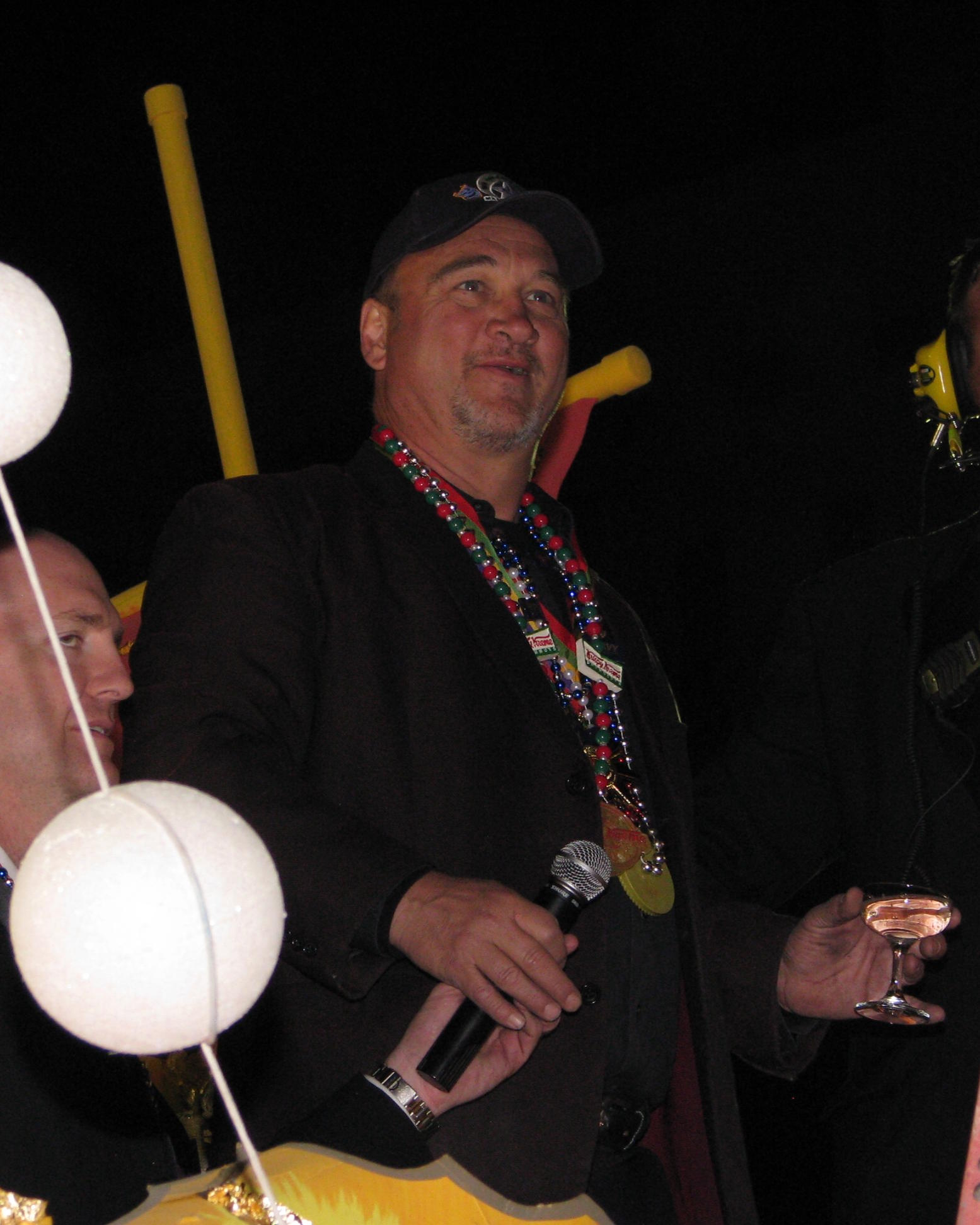
Джеймс Белуші у 2009

Народився третьою дитиною у сім'ї Адама та Агнес Белуші, албанських іммігрантів. Навчався театральному мистецтву в Університеті Південного Іллінойса в місті Вітон. У 1979 році запрошений у Голлівуд.
З-поміж інших робіт разом із Вупі Ґолдберґ зафільмувався в картині Гомер і Едді відомого російського режисера Андрія Кончаловського.

## Сім'я
Був одружений тричі. В наш час[коли?] одружений із Дженніфер Слоун (Jennifer Sloan). Має синів Роберта (1981), Джареда (2002) та доньку Джемісон (1999).

## Цікаві факти
- Старший брат Джеймса, комедійний актор Джон Белуші, помер від передозування наркотиками у 1982 році.
- Джеймс є великим прихильником сигар. Разом із Чаком Норрісом він відкрив власний тютюновий бізнес, випускаючи сигари під маркою «Вовк-одинак».
- На його думку, його прізвище співзвучне із болгарською («казансько-татарською») стравою «беляші».

##### Про героїв яких він грав у кіно
Вчинки його героїв, як би ексцентрично вони не виглядали, завжди мають логічне пояснення, і хоча його персонажі з тих «хто стоїть на землі двома ногами», саме ці прості, інколи не дуже розумні і видатні люди роблять те, на що не спроможні їх талановитіші колеги.

### Джеймс Белуші— Санта Клаус
У молодості, ще не будучи відомим актором Джеймс Белуші підробляв на Різдво Санта Клаусом. Одного разу він у костюмі Санти розвозив подарунки дітям і був затриманий поліцією за те, що не мав прав. Поліцейські заарештували його, надівши на актора наручники. Все це відбувалося поруч з дитячим майданчиком в парку. Всі діти, що в той час там знаходились, ридали і з жахом кричали батькам, що їх улюбленого Санта Клауса заарештували і тягнуть до в'язниці. 1996 він зіграв Санта Клауса у комедії «Подарунок на Різдво».

## Фільмографія
- 2017 — Колесо чудес
- 2015 — Дім, миле пекло
- 2013 — Легенди з країни Оз: Повернення Дороті
- 2011 — Старий Новий рік
- 2011 — Американські жиголо
- 2010 — Захисники
- 2010 — Примара
- 2008 — Скубі-Ду та Король Гоблінів
- 2007 — Суперпес
- 2007 — Пес із нами
- 2007 — Once Upon a Christmas Village
- 2006 — Фарс пінгвінів (відео)
- 2006 — Lolo's Cafe (ТБ)
- 2006 — Casper's Scare School (ТБ)
- 2006 — Велика мандрівка
- 2005 — Tugger: The Jeep 4x4 Who Wanted to Fly (відео)
- 2005 — Правдива історія Червоної Шапочки
- 2004 — За посмішкою
- 2004 — DysEnchanted
- 2003 — Easy Six
- 2003 — Toronto Rocks (ТБ)
- 2002 — Що новенького, Скубі-Ду? (серіал, озвучування)
- 2002 — Роббі північний олень (ТВ)(озвучування)
- 2002 — Піноккіо (2002) (озвучування)
- 2002 — Клава, давай! (серіал)
- 2002 — Пригоди Джиммі Нейтрона, хлопця-генія (серіал)
- 2002 — К-9 III: Приватні детективи / K-9: P.I.
- 2002 — Єдиний вихід (відео)
- 2002 — American Bandstand's 50th Anniversary Celebration (ТБ)
- 2002 — Снігові пси (озвучування)
- 2001 — Крутий Джо
- 2001–2009 — Як сказав Джим (серіал)
- 2000 — Who Killed Atlanta's Children? (ТБ)
- 2000 — Повернись до мене
- 1999 — К-911. Собача робота
- 1999 — Вогняні копита (ТБ)
- 1999 — Лускунчик — принц горіхів (відео, озвучування)
- 1999 — Мої сусіди Ямада (озвучування англійської версії)
- 1999 — Люди мафії
- 1999 — Справедливість (ТБ)
- 1999 — Florentine, The
- 1999 — Геркулес (мультсеріал)
- 1999 — Танець ангела
- 1998 — Sin City Spectacular (сериал)
- 1998 — Нічна посилка
- 1997 — Провал у часі / Retroactive
- 1997 — Найкращий друг собак (озвучування)
- 1997 — Babes in Toyland (озвучування)
- 1997 — Bad Baby(озвучування)
- 1997 — Mighty Ducks the Movie: The First Face-Off (відео)
- 1997 — Blues Brothers Animated Series, The (серіал)
- 1997 — Злочинні зв'язки
- 1997 — Ризикуючи життям
- 1996 — Золото на вулицях
- 1996 — Gail O'Grady Project, The (ТБ)
- 1996 — Подарунок на Різдво
- 1996 — Агов, Арнольде! (мультсеріал) (озвучування)
- 1996 — Могутні каченята (серіал)
- 1996 — В погоні за сонцем
- 1995 — Irving
- 1995 — Пінкі та Брейн
- 1995 — Бодігард за наймом
- 1995 — Канадський бекон
- 1995 — Дестіні вмикає радіо
- 1995 — Сахара
- 1995 — Кришталик та пінгвін (озвучування)
- 1994 — Секретний агент Ройс (ТБ)
- 1994 — Справжні монстри (мультсеріал)
- 1994 — Гаргульї (мультсеріал, озвучування)
- 1994 — Швидка допомога (телесеріал) (серіал)
- 1994 — Паралельні життя (ТБ)
- 1994 — Ройс
- 1993 — Дикі пальми (серіал)
- 1992 — Сліди червоного
- 1992 — Одного разу, порушивши закон
- 1992 — Абраксас, охоронець Всесвіту / Abraxas, Guardian of the Universe
- 1992 — Щоденник найманого вбивці
- 1991 — Кучерява Сью
- 1991 — Невгамовні (мультсеріал)
- 1991 — Зрозуміє тільки самотній
- 1990 — Як стати успішним в справах
- 1990 — Wedding Band
- 1990 — Майстри погрози
- 1990 — Містер Доля
- 1990 — Забути Палермо
- 1989 — Гомер і Едді
- 1989 — К-9
- 1989 — Хто такий Гаррі Крамб?
- 1988 — Червона спека
- 1987 — Справжні чоловіки
- 1987 — Директор
- 1986 — Birthday Boy, The (ТБ)
- 1986 — Лавка жахів
- 1986 — Джек-стрибунець
- 1986 — Що трапилось минулої ночі
- 1986 — Сальвадор (1986)
- 1985 — Чоловік у червоному черевику
- 1984 — Best Legs in the 8th Grade, The (ТВ)
- 1983 — Помінятися місцями
- 1981 — Злодій
- 1976 — Лаверне та Ширлі (серіал) (1976—1983)
- 1975 — Saturday Night Live (серіал)